# Barra do Corda
Barra do Corda, amtlich portugiesisch Município de Barra do Corda, ist eine Gemeinde im brasilianischen Bundesstaat Maranhão. Die Bevölkerungszahl wurde zum 1. Juli 2021 auf 88.895 Einwohner geschätzt, die auf einer Gemeindefläche von rund 5190,3 km² leben und Barra-Cordenser (barra-cordenses) genannt werden. Sie steht an 11. Stelle der 257 Munizips des Bundesstaates. Die Bevölkerungsdichte beträgt rechnerisch rund 16 Personen pro km², tatsächlich leben über 60 % im urbanen Bereich der namensgebenden Stadt. Die Hauptstadt São Luís ist 462 km entfernt.
Barra do Corda ist Sitz der aus drei Gemeinden bestehenden Planungsregion Região de Planejamento dos Guajajaras, die nach den in der Mitte des Landes lebenden Ureinwohnern Guajajaras benannt ist.
Die Universidade Estadual do Maranhão unterhält in Barra do Corda die Außenstelle Centro de Estudos Superiores de Barra do Corda (CESBAC).

## Geographie
Umliegende Gemeinden sind Formosa da Serra Negra, Tuntum, Grajaú, Jenipapo dos Vieiras, Fernando Falcão, Joselândia, São Roberto, São Raimundo do Doca Bezerra und Itaipava do Grajaú.
Die Gemeinde hat tropisches Klima, Aw nach der Klimaklassifikation nach Köppen und Geiger. Die Durchschnittstemperatur ist 26,9 °C. Die durchschnittliche Niederschlagsmenge liegt bei 1144 mm im Jahr. Im Südsommer fallen in Barra do Corda deutlich mehr Niederschläge als im Südwinter.
Die Flüsse Rio Corda und Rio Mearim fließen in der Gemeinde zusammen.

## Kommunalverwaltung
Die Exekutive liegt bei einem Stadtpräfekten (Bürgermeister). Bei der Kommunalwahl 2016 wurde Wellryk Oliveira Costa da Silva, genannt Eric Costa, von der kommunistischen PCdoB zum Stadtpräfekten für die Amtszeit von 2017 bis 2020 gewählt. Er wurde bei der Kommunalwahl 2020 für die Amtszeit von 2021 bis 2024 durch Rigo Alberto Telis de Sousa des Partido Liberal (PL) abgelöst.
Die Legislative lag 2020 bei einem 11-köpfigen gewählten Stadtrat (vereadores).

## Bevölkerungsentwicklung
| Jahr | Einwohner | Stadt  | Land   |
| --- | --------- | ------ | ------ |
| 1991 | 68.939    | 32.560 | 36.379 |
| 2000 | 73.117    | 43.403 | 29.714 |
| 2010 | 82.830    | 51.648 | 31.182 |
| 2021 | 88.895    | ?      | ?      |
| Hier fehlt eine Grafik, die leider im Moment aus technischen Gründen nicht angezeigt werden kann. Wir arbeiten daran! |           |        |        |

Quelle: IBGE (2011)

## Durchschnittseinkommen und Lebensstandard
Das monatliche Durchschnittseinkommen betrug 2017 den Faktor 1,4 des brasilianischen Mindestlohns (Salário mínimo) von R$ 880,00 (umgerechnet für 2019: rund 279 €). Der Index der menschlichen Entwicklung (HDI) ist mit 0,606 für 2010 als im unteren Mittel liegend eingestuft. 2017 waren 5292  Personen oder 6,1 % der Bevölkerung als fest im Arbeitsverhältnis stehend gemeldet, 51,6 % der Bevölkerung hatten 2010 ein Einkommen von der Hälfte des Minimallohns.
Das Bruttosozialprodukt pro Kopf betrug 2016 rund 6942 R$, das Bruttosozialprodukt der Gemeinde belief sich auf rund 6015,99 Mio. R$.

## Analphabetenquote
Barra do Corda hatte 1991 eine Analphabetenquote von 55,2 %, die sich bei der Volkszählung 2010 bereits auf 36,1 % reduziert hatte. Rund 32 % der Bevölkerung waren 2010 Kinder und Jugendliche bis 15 Jahre.

## Ethnische Zusammensetzung
Ethnische Gruppen nach der statistischen Einteilung des IBGE (Stand 2000 mit 78.147 Einwohnern, Stand 2010 mit 82.830 Einwohnern): Von diesen lebten 2010 51.648 Einwohner im städtischen Bereich und 31.182 im ländlichen Raum von  Regenwaldgebiet, Sertão und Cerrado.
| Gruppe      | Anteil 2000 | Anteil 2010 | Anmerkung                        |
| ----------- | ----------- | ----------- | -------------------------------- |
| Brancos     | 23.287      | ▼ 20.143    | Weiße, Nachfahren von Europäern  |
| Pardos      | 45.816      | ▲ 53.915    | Mischrassige, Mulatten, Mestizen |
| Pretos      | 5.850       | ▼ 4.982     | Schwarze                         |
| Amarelos    | 0           | ▲ 432       | Asiaten                          |
| Indígenas   | 2.705       | ▲ 2.975     | indigene Bevölkerung             |
| ohne Angabe | 399         | –           |                                  |

## Söhne und Töchter der Gemeinde
- Galeno (* 1997), Fußballspieler